# Medwedewka (Kaliningrad, Osjorsk)
Medwedewka (russisch Медведевка, deutsch Muldszehlen, 1936–1938 Muldschehlen, 1938–1945 Muldenwiese) ist ein Ort in der russischen Oblast Kaliningrad. Er gehört zur kommunalen Selbstverwaltungseinheit Munizipalkreis Osjorsk im Rajon Osjorsk.

## Geographische Lage
Medwedewka liegt 26 Kilometer nordwestlich der Rajonstadt Osjorsk (Darkehmen/Angerapp) in unmittelbarer Nähe von Luschki (Tarputschen/Sauckenhof) an der Kommunalstraße 27K-260 von Krasnojarskoje (Sodehnen) an der Regionalstraße 27A-043 (ex R517) nach Sadowoje (Szallgirren/Kreuzhausen) an der Regionalstraße 27A-037 (ex A197).
Vor 1945 war das zwei Kilometer entfernte Elkinehlen (1938–1945 Elken, russisch: Donskoje) Bahnstation an der Strecke von Insterburg (seit 1946: Tschernjachowsk) nach Trempen (Nowostrojewo) der Insterburger Kleinbahnen, die heute jedoch nicht mehr in Betrieb ist.

## Geschichte
Das frühere Muldszehlen war am 11. März 1874 eine von sechs Kommunen, die den Amtsbezirk Friedrichsgabe (russisch: Furmanowo) – ab 1930 Amtsbezirk Friedenau (bis 1928 Draupchen, russisch: Maloje Kruschinino) – bildeten, der zum Landkreis Insterburg im Regierungsbezirk Gumbinnen der preußischen Provinz Ostpreußen gehörte.
Im Jahre 1910 lebten hier 130 Einwohner. Ihre Zahl vergrößerte sich am 1. Juli 1929, als die Nachbargemeinde Karlsdorf (nicht mehr existent) nach Muldszehlen eingemeindet wurde: 1933 waren es 159, 1939 dann 158 Menschen.
Am 17. September 1936 veränderte man die Schreibweise des Ortsnamens in „Muldschehlen“, und am 3. Juni 1938 (amtlich bestätigt am 16. Juli 1938) veränderte man aus politisch-ideologischen Gründen den gesamten Namen in „Muldenwiese“.
Infolge des Zweiten Weltkrieges kam der Ort wie das gesamte nördliche Ostpreußen zur Sowjetunion. 1947 erhielt er den russischen Namen „Medwedewka“ und wurde gleichzeitig dem Dorfsowjet Nowostrojewski selski Sowet im Rajon Osjorsk zugeordnet. Später gelangte der Ort in den Nekrassowski selski Sowet. Von 2008 bis 2014 gehörte Medwedewka zur Landgemeinde Nowostrojewskoje selskoje posselenije, von 2015 bis 2020 zum Stadtkreis Osjorsk und seither zum Munizipalkreis Osjorsk.

## Kirche
Die überwiegend evangelische Bevölkerung von Muldszehlen/Muldszehlen bzw. Muldenwiese gehörte vor 1945 zum Kirchspiel Jodlauken (1938–1946: Schwalbental, heute russisch: Wolodarowka) im Kirchenkreis Insterburg (seit 1946: Tschernjachowsk) in der Kirchenprovinz Ostpreußen der Kirche der Altpreußischen Union.
In der Sowjetzeit kam alles kirchliche Leben aufgrund staatlichen Verbotes zum Erliegen. Erst in den 1990er Jahren bildeten sich in der seit 1991/92 russischen Oblast Kaliningrad wieder evangelische Gemeinden. Medwedewka liegt im Einzugsbereich der Gemeinde in Tschernjachowsk (Insterburg), die zur ebenfalls neuen Propstei Kaliningrad in der Evangelisch-Lutherischen Kirche Europäisches Russland (ELKER) gehört.